# پیتو
پیتو (یونانی باستان: Πειθώ Peithō؛ «اقناع» یا «فصاحت برنده») در اساطیر یونانی تجسم اقناع است. او معمولاً به‌عنوان همراه آفرودیته معرفی می‌شود. نقطه مقابل او بیا است، که تجسم نیرو است. پیتو گاهی یک الهه و گاهی یک قدرت انتزاعی تصور می‌شد که نامش هم به‌عنوان اسم عام و هم به‌عنوان اسم خاص استفاده می‌شد. شواهدی وجود دارد که پیتو را قبل از مفهوم انتزاعی‌اش، به‌عنوان یک الهه یاد می‌کردند، که برای یک شخصیت اسطوره‌ای نادر است. پیتو هم نشان‌دهنده اقناع جنسی و هم سیاسی است. او دارای هنر خطابه است.